# Valerio Malvicino
Valerio Malvicino, o Valerio Malvicini Fontana (Piacenza, 1530 circa – Napoli, dopo il 1572), è stato un religioso italiano.
Frate domenicano, rivestì più volte le funzioni di giudice inquisitore.

## Biografia

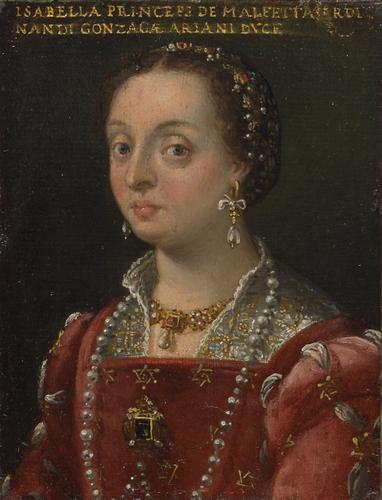
Isabella di Capua

Valerio Malvicini Fontana, che si firmava Valerio Malvicino, proveniva da una famiglia dell'aristocrazia piacentina. È attestato nel 1557 essere lettore nel convento domenicano di San Giovanni in Canale e vicario del priore del convento e inquisitore di Piacenza Angelo Avogadro.
In quell'anno Avogadro e Malvicino si occuparono dei processi contro riformati e valdesiani protetti fino ad allora dalle mogli del governatore di Milano Ferrante I Gonzaga e dal governatore di Piacenza García Manrique de Lara, rispettivamente Isabella di Capua e Isabella Bresegna, quest'ultima fuggita in Svizzera nel 1557. Il 18 marzo 1558 Malvicino, divenuto inquisitore, condannò alla fustigazione i luterani Matteo Dordoni, Innocente Nibbio e Alessandro Caverzago, che avevano abiurato, e al sequestro dei beni dei fuggitivi Alessio Ruinagia e Paolo Palazio Cautore.
Con la nomina, nel 1559, di Bernardino Scotti a vescovo e di Umberto Locati a inquisitore di Piacenza, il Malvicino fu trasferito a Napoli nel convento di Santa Caterina a Formiello. Poco dopo gli fu richiesto di occuparsi della diffusione di libri proibiti in Calabria e successivamente il Sant'Uffizio lo incaricò di indagare sull'eresia valdese diffusa nella provincia di Cosenza, dove si stabilì il 13 novembre 1560.
Uomo di fiducia del capo dell'Inquisizione romana Michele Ghislieri (detto «cardinale Alessandrino» e dal 1566 papa Pio V) quanto del viceré di Napoli Pedro Afán de Ribera, egli esautorò il vescovo vicario di Cosenza Orazio Greco, la cui opera di contrasto dell'eresia, limitata ad abiure di massa di quelle popolazioni, dette ultramontane, aveva lasciato assolutamente insoddisfatto il cardinale Ghislieri.
Scrivendo a Roma il 14 novembre 1560 all'inquisitore Tommaso Scotto, Malvicino richiese un decreto col quale fosse ricordato agli Ultramontani, persone poco «differenti dalle bestie», che un'ulteriore ricaduta nell'eresia avrebbe comportato la loro consegna al braccio secolare. In un'altra lettera del 22 novembre spedita da Montalto allo Scotto riferì della sua missione a San Sisto e alla Guardia. Egli trovò che gli Ultramontani di San Sisto «con le più belle parole del mondo» facessero credere di essere «catholici perfettissimi», mentre si mantenevano in contatto con la calvinista Ginevra. Riteneva perciò necessario arrestare e inviare a processo a Roma i più influenti di loro.
Nelle successive lettere del 30 dicembre a Tommaso Scotto e del 9 febbraio 1561 al cardinale Ghislieri il Malvicino dichiarava di aver fatto «tanto frutto» a La Guardia, dove aveva costituito la confraternita del Santissimo Sacramento. Aveva fatto demolire la casa di uno dei loro capi, come pure fece a San Sisto, dove però maggiore era l'aperta resistenza ai suoi metodi. Alcuni sansistesi erano andati a Napoli per protestare e cercare protezioni, altri erano fuggiti.
Il 3 marzo scrisse ancora al cardinale Alessandrino. Il Sant'Uffizio aveva emanato il 9 febbraio alcune ordinanze che intendevano disciplinare la vita delle popolazioni ultramontane. Erano vietate le riunioni di più di sei persone, l'uso della loro lingua occitana, il matrimonio tra di loro per i prossimi 25 anni, rimanendo permesso solo sposarsi con «italiani». I bambini dovevano essere istruiti nella dottrina cattolica, tutti dovevano ascoltare la messa ogni mattina, confessarsi e comunicarsi ogni giorno festivo e chi aveva abiurato doveva indossare l'«abitello giallo» che distingueva gli eretici pentiti.
Nella sua lettera Malvicino riferiva che gli abitanti di San Sisto non intendevano accettare le ordinanze e la maggior parte di loro aveva lasciato il paese: essendo «non huomini, ma orsi», preferivano dormire in «campagna e tra le grotte» delle montagne e se venivano avvicinati, subito fuggivano. Non vi era altro rimedio, aggiungeva Malvicino, che «l'esterminio se non de tucti, almeno d'alchuni», tanto più che, a suo dire, speravano nell'arrivo dei Turchi che essi avrebbero aiutato, essendo anche «bonissimi soldati». Malvicino metteva al corrente dei sequestri dei beni degli eretici, divisi a metà tra l'Inquisizione e il fisco statale, secondo le istruzioni ricevute da Roma, dove annunciò di voler recarsi per conferire «a viva voce» col cardinale Ghislieri.
Malvicino richiese l'intervento del barone di Castagneto, il comandante militare della zona, perché arrestasse i calabro-valdesi più influenti, ma inutilmente, perché questi si erano dati alla macchia. Richiese allora l'intervento del governatore della regione, il duca di Montalto Antonio II d'Aragona, che impose loro il ritorno a San Sisto e l'8 maggio ordinò che «tutti, maschi e femmine, piccioli e grandi», si presentassero a Cosenza. I valdesi, temendo di essere imprigionati, rifiutarono di presentarsi, un rifiuto che il Lentolo attribuisce a un consiglio del Malvicino, dato allo scopo di «far cadere quelle povere genti in contumacia e disubidienza». L'uccisione, in uno scontro con i valdesi, di 50 soldati e dello stesso barone di Castagneto in una gola montagnosa non lontana da San Sisto, precipitò la situazione.
Alla fine di maggio le truppe comandate dal marchese Marino Caracciolo procedettero all'assalto dei villaggi ultramontani e alla caccia degli sbandati, provocando molte centinaia di morti e un migliaio di arresti. Malvicino presiedette i processi sommari insieme con l'inquisitore di Napoli Pirro Pansa, conclusi con un centinaio di esecuzioni, distinguendosi per la brutalità della sua condotta.
Tornato a Napoli, Malvicino fu nominato il 13 novembre 1561 dal viceré Afán de Ribera regio commissario per il controllo dell'ortodossia dei libri circolanti nel Regno, e dal 1563 fu con Luigi Campagna, Giulio Antonio Santori e Prospero Vitaliano tra gli inquisitori incaricati della lotta all'eresia. Questi condussero il processo contro Gian Francesco Alois e Giovanni Bernardino Gargano, giustiziati il 4 marzo 1564. In quell'anno Malvicino divenne priore del convento di Santa Caterina in Formiello.
Nel 1572 papa Pio V era intenzionato a nominarlo vescovo di una qualche diocesi del Regno di Napoli, ma suscitò l'opposizione del cardinale Santori, che ricordò la cattiva fama acquisita dal Malvicino a Piacenza e in Calabria, così che la proposta fu accantonata e da allora del Malvicino non si hanno più notizie.